# Magdalena Szubielska
Magdalena Szubielska – polska psycholog, doktor habilitowany nauk humanistycznych.

## Życiorys
Uzyskała doktorat (2006) na podstawie pracy pt. Rozumienie filmów animowanych przez dzieci w wieku przedszkolnym w zależności od zdolności zapamiętywania zdarzeń i myślenia metaforycznego i habilitację (2022) w zakresie nauk humanistycznych w Katolickim Uniwersytecie Lubelskim Jana Pawła II. Obecnie pełni funkcję adiunkta w Katedrze Psychologii Eksperymentalnej w Instytucie Psychologii KUL.